# Comuna de Koło
Koło (polaco: Gmina Koło) é uma gminy (comuna) na Polónia, na voivodia de Grande Polónia e no condado de Kolski. A sede do condado é a cidade de Koło.
De acordo com os censos de 2006, a comuna tem 6961 habitantes, com uma densidade 68,2 hab/km².

## Área
Estende-se por uma área de 101,88 km², incluindo:
- área agrícola: 91%
- área florestal: 4%

## Demografia
Dados de 30 de Junho 2004:
De acordo com dados de 2002, o rendimento médio per capita ascendia a 1202,71 zł.

## Comunas vizinhas
- Comuna de Babiak, gmina Dąbie, Comuna de Grzegorzew, miasto Koło, Comuna de Kościelec, Comuna de Kramsk, Comuna de Osiek Mały